# Alfons Dirnberger
Alfons Dirnberger (Tulln an der Donau, 1941. szeptember 4. – 2022. március 18.) válogatott osztrák labdarúgó, középpályás.

## Pályafutása

### Klubcsapatban
1957–58-ban az SC Tulln, 1958 és 1964 között a First Vienna, 1964 és 1972 között az Austria Wien, 1972–73-ban az Admira Wiener Neustadt labdarúgója volt. Az Austria csapatával két-két osztrák bajnoki címet és kupagyőzelmet ért el.

### A válogatottban
1965–66-ban három alkalommal szerepelt az osztrák válogatottban.

## Sikerei, díjai
Austria Wien
- Osztrák bajnokság
  - bajnok (2): 1968–69, 1969–70
- Osztrák kupa
  - győztes (2): 1967, 1971

## Statisztika

### Mérkőzései az osztrák válogatottban
| Ausztria | Ausztria          | Ausztria                | Ausztria     | Ausztria | Ausztria | Ausztria     | Ausztria | Ausztria |
| #        | Dátum             | Helyszín                | Hazai        | Eredmény | Vendég   | Kiírás       | Gólok    | Esemény  |
| -------- | ----------------- | ----------------------- | ------------ | -------- | -------- | ------------ | -------- | -------- |
| 1.       | 1965. október 20. | London, Wembley Stadion | Anglia       | 2 – 3    | Ausztria | barátságos   | -        | 30'      |
| 2.       | 1965. október 31. | Lipcse, Zentralstadion  | NDK          | 1 – 0    | Ausztria | vb-selejtező | -        |          |
| 3.       | 1966. október 30. | Budapest, Népstadion    | Magyarország | 3 – 1    | Ausztria | barátságos   | -        |          |
|          | Összesen          |                         |              | 3        | mérkőzés |              | 0        | gól      |